# Niki Xanthou
Niki Xanthou (grekiska: Νίκη Ξάνθου), född den 11 oktober 1973 på Rhodos, är en grekisk före detta friidrottare som tävlade i längdhopp.
Xanthous genombrott kom när hon slutade fyra vid Olympiska sommarspelen 1996 efter ett hopp på 6,97 meter. På VM på hemmaplan i Aten 1997 slutade hon tvåa bakom Ludmila Galkina. 
Vid inomhus-VM 1999 slutade hon på fjärde plats. Hon missade sedan finalen vid både VM 1999 och Olympiska sommarspelen 2000. Hon var däremot i final vid VM 2001 där hon slutade sexa. Hon inledde 2002 med att bli europamästare inomhus i Wien. Däremot tog hon sig inte till final vid EM utomhus samma år i München.
Hennes sista mästerskap var Olympiska sommarspelen 2004 där hon inte tog sig vidare till finalen.

## Personliga rekord
- Längdhopp - 7,03